# 范特霍夫因子
范特霍夫因子（英語：van 't Hoff factor，以荷兰化学家范特霍夫命名）表示溶质对溶液依数性性质（如渗透压、蒸汽压下降、沸点升高和凝固点降低）影响的程度，一般以代號 {\displaystyle i} 表示。范特霍夫因子是已溶解的物质产生的实际微粒浓度，和根据其质量所计算得出的浓度的比值，因而是无因次的。
对于大多数溶解在水中的非电解质，范特霍夫因子数值是1。对于大多数溶于水中的离子化合物，范特霍夫因子等于该物质单位化学式（Formula unit）中所含独立离子个数，如KCl是2，Ca(OH)2是3；这仅在理想溶液中成立，因为离子缔合（Ion-association）现象很少发生。在特定的瞬间，一小部分离子会配对在一起，因而被计为一个微粒。这种离子缔合现象在任何电解质溶液中都会不同程度的发生，导致了与范特霍夫因子与实际间的偏差。这种偏差在离子有多重化合价（multiple charges，如铜、铁）时会达到最大。

## 溶质解离
溶质解离度是溶解于溶液中的溶质分子的比例。它通常用希腊字母 {\displaystyle \alpha } 表示。这一系数和范特霍夫因子之间的关系很简单；如果 {\displaystyle \alpha } 比例的溶质解离为了 {\displaystyle n} 个离子，那么，
{\displaystyle i=\alpha n+(1-\alpha )=1+\alpha (n-1)}
例如，如下的电离方程，
KCl ⇌ K+ + Cl–
产生了 {\displaystyle n=2} 个离子，所以 {\displaystyle i=1+\alpha }。

## 溶质缔合
类似的，如果 {\displaystyle n} 莫耳的溶质中以偶合度 {\displaystyle \beta } 比例結合形成一个一莫耳微粒，那么
{\displaystyle i=1-(1-{\frac {1}{n}})\beta =1-{\frac {n-1}{n}}\beta }
例如，乙酸在苯中的二聚作用，
2CH3COOH ⇌ (CH3COOH)2
两摩尔的乙酸缔合形成一莫耳物质，所以，
{\displaystyle i=1-(1-{\frac {1}{2}})\beta =1-{\frac {\beta }{2}}}

## 物理意义

氢键导致了羧酸的二聚作用

- 若溶质微粒在溶液中缔合，{\displaystyle i}值小于1,。例如各类羧酸或苯甲酸在苯中形成的二聚体，所以实际溶解的溶质微粒数是酸分子数的一半。
- 若溶质分子在溶液中离解，{\displaystyle i}值大于1。例如氯化钠、氯化钾、氯化镁等强电解质溶于水中。
- 若溶质分子在溶解中既不离解也不缔合，{\displaystyle i}值便等于1，例如葡萄糖溶于水中。
- {\displaystyle i} = 实际溶解的微粒数 ÷ 最初投入溶剂的微粒数。这表示平均算来，在稀溶液中，每单位化学式所溶解的微粒数。
- 實際計算上i應小於其理論值，且溶液愈稀薄，i值偏差愈小